# Uroš Tripković
Uroš Tripković (Cacak, Yugoslavia -actualmente Serbia-, 11 de septiembre de 1986) es un exjugador serbio  de baloncesto. Mide 197 cm y pesa 88 kg. Su posición natural en la pista era la de jugador exterior, ya sea de escolta o alero. 

## Selección nacional de Serbia
Tripković jugó en la selección sub-20 de Serbia en 2005 y 2006 en Chekhov e İzmir respectivamente. Deubtó con la selección absoluta de Serbia en el Eurobasket 2007 que se disputó en España y se clasificó junto con sus compañeros para el Eurobasket 2009 de Polonia donde se hicieron con la medalla de plata. Sus números en este campeonato fueron de 9.1 puntos (61% en tiros de dos y 42% en triples), 1 rebote y 1.2 asistencias por partido, en los que participaba una media de 22 minutos en cada uno de ellos.

## Trayectoria deportiva
- Categorías inferiores. Partizan Belgrado.
- 2002/09. KLS. Partizan Belgrado.  Serbia
- 2009/10. ACB. DKV Joventut.  España
- 2010/12. ACB. Unicaja de Málaga.  España (Rescinde su contrato en enero)
- 2012/13. ACB. Blancos de Rueda Valladolid.  España
- 2012/13. Türkiye 1. Fenerbahçe Ülkerspor.  Turquía
- 2013/14. LEGA. Vanoli Cremona.  Italia